# Samouil Marchak
Samouil Iakovlevitch Marchak (en russe Самуи́л Я́ковлевич Марша́к), né le 22 octobre 1887 (3 novembre dans le calendrier grégorien) à Voronej, mort le 4 juillet 1964 à Moscou) est un poète, dramaturge, critique littéraire et soviétique russe. Traducteur reconnu des auteurs anglais il traduit vers le russe les œuvres de William Shakespeare, Robert Burns, William Blake, William Wordsworth, John Keats, Rudyard Kipling, Edward Lear, Alan Alexander Milne, Jane Austen. 

## Biographie
Samuel Marchak naît à  Voronej dans une famille juive. Il est le deuxième des quatre enfants de Iakov Marchak, contremaître dans une savonnerie (1855-1924), et Evguenia Gitelsohn (1867-1917), femme au foyer. Son père change souvent de travail. La famille déménage beaucoup : en 1893 - à Vitebsk, en 1894 - à Pokrov, en 1895 - à Bakhmout, en 1896 - à Maïdan près d'Ostrogojsk, et, en 1900 - à Ostrogojsk. Curieux, facétieux et inventif, le jeune Marchak s'adonne très jeune à la poésie. En 1902, il se rend à Saint-Pétersbourg, où il fait deux rencontres décisives: le critique d'art Vladimir Stassov, qui remarque son talent, et Maxime Gorki, dont il sera « un ami pour la vie ». 
Ses poèmes paraissent dès 1904, dans le mensuel Evreïskaïa jizn [Vie juive] de Saint-Pétersbourg. En 1907, il publie le recueil Sionides consacré à des sujets juifs, dont l'un des poèmes, Au-dessus de la tombe ouverte, a été écrit à la mort de Theodor Herzl. Puis, il traduit plusieurs poèmes de Haïm Nahman Bialik du yiddish et de l'hébreu.
En 1912, étudiant à l'Université de Londres, il explore l'Angleterre, souvent à pied. Il découvre la vieille chanson anglaise et le sonnet dont la traduction le rendra célèbre plus tard. 
En 1914, il rentre chez lui et travaille dans les magazines Severnye zapiski (Annales du Nord, Северные записки) et Rousskaïa mysl (La Pensée russe, Русская мысль) et se met à écrire des histoires pour enfants. Pendant les années de guerre, il aide les enfants des réfugiés. En 1915, avec sa famille, il vit à Vilppula en Finlande dans le sanatorium du Dr Edvard Wilhelm Lybeck, où il travaille comme interprète, le sanatorium ayant une large clientèle russe. A l'automne 1915, il s'installe à nouveau à Voronej dans la maison de son oncle Iakov Gitelsohn, dentiste, rue Bolchaïa Sadovaïa, où il passe un an et demi, puis en janvier 1917, il déménage avec sa famille à Pétrograd.
En 1918, il vit à Petrozavodsk et travaille dans la section d'éducation populaire du Gouvernement d'Olonets, puis a fui vers le sud - à Ekaterinodar, où il a travaillé dans le journal Outro Iouga [Le Matin du Sud] sous le pseudonyme de « Dr Fricke ». Il y publie des poèmes et des feuilletons antibolchéviques. Il fonde à Ekaterinodar l'un des premiers théâtres pour enfants pour lequel il écrit plusieurs pièces. Il enseigne l'anglais et l'histoire de la littérature à l'Université d'État du Kouban et à l'Université d'État technologique du Kouban. En 1919, il publie, sous le pseudonyme « Doctor Fricken » le recueil Satires et Épigrammes.
En 1922, il retourne à Pétrograd et se laisse accaparer par le théâtre. Il traduit le conte-randonnée traditionnel anglais La Maison que Jack a bâtie (This Is the House That Jack Built), écrit Enfants sauvages, enfants en cage inspiré par une série de dessins de Cecil Aldin et Le Souriceau pas sot. Avec la folkloriste Olga Kapitza, il dirige le studio d'écrivains pour la jeunesse au sein du Narkompros. En 1923, il devient rédacteur en chef d'une publication pour les enfants, Vorobeï [Le Moineau]. Il dirige également la section littéraire du mensuel Tchij (Чиж) destiné aux enfants d'âge préscolaire, qui publie entre autres les œuvres des écrivains appartenant au mouvement Oberiou. Ses œuvres sont également publiées dans les périodiques pour les enfants et la jeunesse Pionerskaïa Pravda et Mourzilka.
Lors du premier congrès des écrivains soviétiques qui se déroule du 17 août au 1er septembre 1934, il est élu membre du comité exécutif de l'Union des écrivains soviétiques.
Pendant plusieurs années, il a également dirigé la section léningradoise des éditions Detgiz, Lengosizdat et Molodaïa Gvardia. Il fut Le premier rédacteur en chef de la maison d'édition Detskaïa literatoura fondé le 9 septembre 1933. En 1937, en pleine campagne des Grandes purges la section littéraire de jeunesse de Detgiz créée par Marchak à Léningrad est fermée. Ses meilleurs collaborateurs sont arrêtés: Nikolaï Oleïnikov et Tamara Gabbe en 1937, Nikolaï Zabolotski en 1938, Alexandre Vvedenski et Daniil Harms en 1941. En 1938, Samouil Marchak déménage à Moscou.
Durant la guerre d'Hiver, il est correspondant du journal Na straje Rodiny (На страже Родины) dans le district militaire de Léningrad. Correspondant de la Pravda lors de la Grande Guerre patriotique, il collabore aussi avec les Koukryniksy, en écrivant les textes pour leurs affiches de propagande. 
En 1960, il publie la nouvelle autobiographique Au commencement de la vie, puis en 1961, un recueil d'articles et essais critiques Éducation par le mot.
Il est nommé président honoraire de la fédération écossaise Robert Burns pour la qualité exceptionnelle de ses traductions du célèbre poète. Sa traduction des sonnets de Shakespeare vers le russe est particulièrement célèbre. Il a également traduit les œuvres de Byron et Heine, William Blake, William Wordsworth, John Keats, Rudyard Kipling, Edward Lear, Alan Alexander Milne, Jane Austen, Hovhannès Toumanian, ainsi que des œuvres de poètes ukrainiens, biélorusses, lituaniens, arméniens. Il a également traduit la poésie de Mao Zedong.
Le dernier secrétaire littéraire de Marchak fut Vladimir Pozner.
Samuil Marchak meurt d'une maladie cardiaque à la suite d'une pneumonie à l'âge de 77 ans, le 4 juillet 1964, à l'hôpital du Kremlin à Moscou. Bien que sa santé se dégradait depuis un certain temps, il avait fait une apparition au Théâtre du Bolchoï deux mois avant sa disparition, pour lire ses traductions de sonnets lors d'une soirée festive commémorant le 400e anniversaire de Shakespeare. Il est inhumé au cimetière de Novodevitchi. Une plaque mémorielle est installée au n° 14 de la rue Pestel où il vécut.

## Récompenses
- 1939 : ordre de Lénine
- 1942 : prix Staline de 2e classe, pour les textes sur les affiches et caricatures de propagande
- 1945 : ordre de la Guerre patriotique de 1re classe
- 1946 : prix Staline de 2e classe, pour le conte Douze mois (1943)
- 1947 : ordre du Drapeau rouge du Travail
- 1949 : prix Staline de 2e classe, pour la traduction des Sonnets de William Shakespeare
- 1951 : prix Staline de 1re classe, pour le recueil Poésies pour enfants
- 1957 : ordre de Lénine
- 1963 : prix Lénine, pour le livre pour enfants Œuvres lyriques choisies (1962)

## Œuvres

### Œuvres les plus connues
- Mister Twister, 1933
- Douze mois, 1943 (Двенадцать месяцев)
- La bague jolie
- La maison que Jack a bâtie (This Is the House That Jack Built)
- Enfants sauvages, enfants en cage (Детки в клетке) (titre français de Françoise Morvan)
- Le souriceau pas sot (Сказка о глупом мышонке)

### Œuvres traduites en français
De la traduction la plus récente à la plus ancienne :
- Qui craint la misère jamais ne prospère, traduction de Isabelle Kolitcheff, 2016
- Quand la poésie jonglait avec l'image, éditions MeMo, Collection Les Trois Ourses, 2005 traduction de Françoise Morvan
- Le Grand Nigaud de Portobello, Éditions Autrement, 1999
- Le Souriceau pas sot, adaptation de Pierre Gamarra, Éditions de la Farandole, 1972
- La bague jolie ... et autres poésies, illustrations de Mai Mitouritch, Éditions du Progrès, Moscou, 1965
- Le Chat qui se cacha, adaptation de Pierre Gamarra, Éditions de la Farandole, 1964 (ASIN B0014TXQHK)